# Al-Tighnari
Al-Tighnari, en arabe الطغنري (al taghanariu) prononcé : [al.tˤiɣ.na.riː], nom complet : Abu Abdullah Muhammad ibn Malik al-Murri al-Tighnari al-Gharnati أبو عبد الله محمد بن مالك المُرِّي الطِّغْنَري الغرناطي, ou al-hayy al-Garnati. Il est référencé par le BnF Muḥammad ibn Mālik al-Ṭiġnarī  (fl. 1075–1118) était un agronome géopinicien, botaniste, poète, voyageur et médecin musulman arabo-andalous.
Il a écrit un traité d'agronomie زهرة البستان ونزهة الأذهان (Zahrat albustan wa Nuzhat al'Adhhan) La gloire du jardin et la récréation des esprits, où il décrit son voyage au Moyen-Orient et des observations sur l'agriculture.

## Biographie
Les sources directes arabes sont Ibn Bassam et Ibn al-Jatib. Selon Ibn al-Khatlb il est né dans une famille de Banu Murra, dans le village disparu de Tignar entre Albolote et Maracena, province de Grenade, Al-Andalus (Espagne). Il serait né dans la seconde moitié du XIe siècle, il était vivant entre 1075 et 1118 sous la dynastie ziride sous Abdallah ben Bologhin (1056 - après 1090). Il mourut à Grenade et y fut enterré. Muslimheritage avance les dates de 1073-1118.
Al-Tighnari s'est installé à Séville après la conquête de Grenade par les Almoravides et y aurait poursuivi ses études vers 1100 auprès de l'agronome  tolèdant Ibn Bassal, du médecin sévillan Abu l-Hasan Sihab et peut-être d'Ibn al-Lunquh ou d'Ibn Luengo. Al-Tighnari était lettré, poète probablement membre du groupe des poètes et des scientifiques à la cour royale des Banu Sumadih (qui dirigeait la Taifa maure d'Almería où se trouvaient les vergers-jardins d'al-Sumadihiyya, cadre d'expérimentation agricole et médicale. Il y observe la géoponie et l'hydraulique avec l'intention de les appliquer en al-Andalus. À la fin il décrit la distillation de l'eau de rose.

### Voyages
Al-Tighnari a beaucoup voyagé en al-Andalus, à Salé (Maroc), au fort de Bani Hammad (Algérie), Tripoli, Alexandrie, à Damas (« j'ai vu du fenouil à Damas, en Syrie, sous la forme d'une feuille rouge, et je ne l'ai vu nulle part ailleurs »), Alep, où il consigne ce qui est planté et les méthodes de culture, en Égypte et au Levant, dans le Hedjaz et a accompli le Hajj. Il a visité Ashkelon et décrit le puits d'Abraham

## La gloire du jardin et la récréation des esprits
À l'exception de son traité d'agronomie dont on conserve la seconde moitié et des résumés, on ne connait de lui que des fragments. Selon García Sánchez le style serait concis et direct, avec des connaissances médicales détaillées (le texte est hétérogène). Ce traité de géoponie écrit vers 1110 est dédié au gouverneur almoravide de Grenade Abu Tahir Tamim. Il y traiterait, entre autres, selon l'usage des géoponiciens des sols, de la fertilisation, de hydrologie, du calendrier, l'économie domestique, la culture des plantes (plantation, semis, greffe, maladies et autres tâches horticoles). Il est une source mentionnée chez Ibn al-'Awwam et Ibn Luyun. L'apport identifié par E. Garcia-Sanchez est : informations linguistiques, toponymiques et botaniques, propriétés thérapeutiques et diététiques des plantes.
Concernant les plantes cultivées il traite en partie IV de la propagation du grenadier, pêcher, prunier, cerisier, figuier, jujubier, olivier, rosier, palmier, bananier et la canne à sucre et partie V de la myrte, du jasmin, des agrumes : cédratier, oranger, citronnier, agrumes d'Estepona, etc.

### Les sources
Outre ses propres observations, il suit les techniques décrites dans l'Agriculture nabatéenne.

## Publications

### Manuscrits
- Alger, Bibliothèque nationale, no 2163. Original incomplet, de la moitié. 126 folios, 160 chapitres[9].
- Muḥammad ibn Mālik al-Ṭiġnarī, Zahr al-bustān wa-nuzhat al-aḏhān. Paris BnF. Département des Manuscrits. Arabe 7023[21].
- Muḥammad ibn Mālik al-Ṭiġnarī, Zahr al-bustān wa-nuzhat al-aḏhān. Paris BnF. Département des Manuscrits. Arabe 7069[22] (annoté, plusieurs mains)[23].
- Abū ʿAbd Allāh Ḥamdūn al-Išbīlī al-Andalusī. Zahr al-bustān wa-tarmilat al-aḏhān. Rabat. Cote 459 (mentionné par Carl Brockelmann, Geschichte der Arabischen Literatur) contient un texte attribué à al-Tiġnarī[24].
- Rabat. Faculté des Lettres et des Sciences Humaines, Rabat, no 239.
- Rabat. Bibliothèque Générale no 39 D et no 344 D (Levi-Provençal 1921, p. 185, copie fin XIXe).
- Rabat. Bibliothèque Générale no 1410 D, no 617 j, pp. 1–269, no 1674 K, no 1534, folios 1r-109v.
- Rabat. Bibliothèque Générale no 1260 D, no 1579 D (Allouche & Regragui 1958, II, pp. 273–274).
- Tétouan, Bibliothèque Générale, no 545, no 584, no 613 (Anonymous Catálogo 1973, p. 81).
- Tétouan, M. ‘Azīmān (Millás Vallicrosa 1954, pp. 131-134) 49 folios.
- Cordoue. Archivo Municipal, Córdoba, nº IV (Zaidi 1959-1960, p. 108). XIIIe ou XIVe siècle. 114 feuillets.
- Madrid. Biblioteca de El Escorial. Anciens manuscrits no 11[9].

### Imprimés
- Édité avec introduction par E. García Sánchez. Al-Ṭighnarī, Muḥammad ibn Mālik. Kitāb Zuhrat al-bustān wa-nuzhat al-adhhān. Madrid. Fuentes arabica-hispanas 32. 2006[9].

## Anthologie
- Poème d'al-Tighnari improvisé et écrit Alcazaba Qadima[15]:

« Alors que nous étions sur la muraille en train de boire
et que commençaient à se déployer les ailes du soir,
Simaya est venue, resplendissante comme l'éclat du soleil levant qui rayonnante de sa majesté.
Est-ce l’aube ou le crépuscule nous sommes nous demandé? »